# Euromediterraneo
L'Euromediterraneo, giornale quindicinale pubblicato in Puglia. È stato diretto negli anni dal fondatore Elio Ricchiuto.
È dedicata ai Paesi del bacino del Mediterraneo, al Mezzogiorno, alla Puglia, e ai loro rapporti con l'Unione europea.